# 新義安人物列表
本條目只列出傳媒及三合會書籍曾公開報導及記載的黑社會組織新義安相關成員：

## 向家
- 向前（九龍皇帝），新義安創辦人，首任龍頭。向前為國民革命軍少將，因奉戴笠的軍統局命令而前往香港從事抗日戰爭的敵後間諜任務，領導義安工商總會，及後更承繼了幫會的最高領導權。1953年被港英政府指涉嫌參加三合會及非法政治組織，及後被驅逐出境，遷居台灣，抵達台灣後曾晉見蔣介石。其出境後，便由剛中學中一畢業的長子向華炎開始接手處理幫會事務。 [1]。
- 向華炎（四眼龍），新義安第二代龍頭，向前長子，「五億探長」呂樂之姑丈。因在1987年捲入新義安龍頭案而被起訴並判監入獄八年，直到1989年上訴得直，當庭釋放。 [2]
- 向華玲，向前二女。
- 向華榮，向前三子，經營地產生意。
- 向華光，向前四子，曾與向華勝經營賭船、澳門氹仔君怡酒店及賭廳。2016年病逝，終年74歲。
- 向華嬌，向前五女。
- 向華波，向前六子，在1980-1990年代曾是新義安的二號領導人物，但傳媒對其介紹甚少。經營香港酒樓及茶餐廳飲食集團。其後因學佛，少參與幫派組織。曾任中國國際經濟文化促進會理事。
- 向華成，向前七子：曾與其十弟向華強、十三弟向華勝一同涉足電影娛樂圈業務。於1987年，向華炎被捕其間暫時掌管幫會事務。
- 向華坤，向前八子，經營珠寶生意。
- 向華嬌，向前九女。
- 向華強 （強叔）：向前十子，香港電影出品人，中國星集團董事會主席和電影監製。2021年，向華強一家向中華民國申請「依親居留」，但被拒絕。及後更因此事件而被爆出其早年在台灣曾留有案底。另外，在台灣「一清專案」的反黑機密文件中，向華強更被標註為「新義安老大」。其兩名兒子中較為出名的是於娛樂圈打滾的向佐，現為中國星集團旗下藝員[3]。
- 向華國，向前十一子，曾為上市物流公司科建拓展主要股東。
- 向華民，向前十二子。
- 向華勝（十三哥，勝叔），向前十三子，永盛電影公司創辦人，電影導演、編劇及監製，1993年起曾一度淡出電影圈，轉為投資股票，並進軍澳門賭業。於2014年因食道癌引致器官衰竭病逝，終年64歲。
- 向展偉（太平山大狀），新義安第三代龍頭，向華炎次子。律師，於英國留學取得律師執照，回到香港後成為新義安的御用狀師。 [4]

## 元老
- 林景：原名林大華。1948年入幫，新義安開山元老。於1953年，林景陪同被港英政府遞解出境的向前，移居至台灣，在台灣被敵對黑幫五花大綁扔進海中，被向前及時救起，大難不死。1955年，向前任命林景主管新義安幫務，回港輔佐第二代龍頭向華炎，七十年代末，新義安在林景與紀實帶領下，成功吞併14K在尖沙咀東地盤，令幫會於八九十年代壯大。因此江湖素有「向家江山，林家打」之稱。2010年病逝，享年81歲。 [5]
- 林勝：社團高層，林景之堂弟。七十年代末，協助向華炎及林景，在屯門、元朗、油麻地及尖沙咀東部擴張地盤。
- 林江：原名林世俠：社團高層，林景之堂弟，李泰龍之「師公」。林世俠祖籍汕尾，商人，曾任職消防處，汕尾市同鄉總會的永遠名譽會長。林世俠為建制派人士，曾參與1997年立法會選舉，又曾支持619撐政改活動。2011年，他曾帶領門生到九龍城亞皆老街遊樂場舉行之九龍城潮僑盂蘭勝會中秘密地祭祀被殺害的李泰龍，然而遭臥底探員揭發，警方遂採取「獵狐」行動，終拘捕林世俠、羅家輝、歐清炎，以及李泰龍妻子邱寶卿等合共36名男女。林世俠後來獲香港立法會議員梁美芬撰寫求情信，指其「積極參與社會事務」，卻被裁判官迅即揶揄指「應該在『社會』前面加上『黑』字」。[6][7][8]
- 何少南（少南叔）：向前好友，新義安開山元老，白紙扇高層領導。
- 劉遠成：向前摯友，蔡莫派國術總會創辦人，武林高手。向家男丁習武均受其教導，於江湖素有「龍頭教官」之稱。

## 五虎
- 黃俊（尖東虎中虎）原名黃俊原，又稱斧頭俊，22歲後改名黃暢英，新義安集團除向林氏外第一人物，又有稱五虎之首，老新負責看管尖東多家夜總會以及社團於屯門獨大都是此人大功，門生曾多達6,000多人。黃俊1981年與和勝和超級大佬「大哥成」雙方各自集合千計會員對抗，事情閙大，警方震驚之下派警司江青鐵處理雙方談判和解及淡化矛盾而終。1990年被控洗黑錢及販毒，後棄保潛逃至泰國，1995年駕車由芭提雅到曼谷探訪當年退居於曼谷的［嘜哥］遇車禍不治去世。其女黃伊汶（原名黃愷慈）曾經同嘜哥長子卓雄拍拖至談婚論嫁，後因性格不合分手及後加入娛樂圈，成為歌手。[3]
- 陳耀興（灣仔之虎），八、九十年代掌管新義安在香港灣仔一帶的事務。到澳門參加格蘭披治賽車時，在酒店外被武裝分子開槍伏擊喪生。[9]
- 杜聯順（尖東之虎），社團中的紅棍（四二六），曾看管超過30至40間娛樂場所，包括348的士高，此外又經營電影公司、賭船及拳館生意。杜聯順亦與陳耀興私交甚篤。1994年，有組織罪案及三合會調查科在新義安舉行入會儀式時，成功拘捕杜聯順，並控以「身為三合會會員」罪名，獲判監九個月。出獄後，杜聯順信奉基督教，並曾重返新界經營地產業務，惜遇上亞洲金融風暴，其行事亦轉趨低調，但沒有影響其江湖地位。及後轉到香港一艘賭船上工作。2001年，香港藝人梁思浩及曾志偉先後遇襲受傷，重案組曾拘捕10多人，當中包括杜聯順，然而經調查後因證據不足，獲無罪釋放。杜聯順曾跟隨拳師蘇龍學拳，且在多次拳擊賽事中獲勝，更曾贏得雛量級拳王之榮譽，蘇龍早前更曾公開稱讚杜聯順為人勤力、醒目、有腦。[3][10][11]於向華炎被捕其間，受蘇龍命令砍傷向華波。蘇龍篡位失敗後逃離了香港，去向不明。
- 黎志強（屯門之虎），1990年因嚴重傷人罪判處其入獄七年，入獄前的將屯門事務交給得意門生「跛榮」來全權打理，出獄後遭冤家「側頭送」在常平鎮匯美酒店門口暗算，身中四槍，搶救後退隱江湖，與人合夥出口貿易，把重心轉移到內地。
- 麥高（紅磡之虎），2009年病逝。

## 十傑
- 李育添（鬼添，阿大），曾修讀工商管理碩士（MBA），且能操流利英語，為社團中少見。與黃俊齊名。1992年初，發生電影《家有囍事》菲林被歹徒持槍到電影公司強搶事件，李育添被指與事件有關。1996年，李育添在澳門被捕，後被押解往香港受審，以意識形態類似三合會成員罪名被訴訟，最終將其監禁8個月。出獄後，逐漸淡出江湖，專心體育事業發展，並一心向佛，成為一位居士，從事慈善事業。2007年，新世界集團刑事毀壞案，李育添在無證據的情況下被警方傳訊，後證據表明其並未涉及該事件。李育添94年從商後，因為待人和藹，從不計較，加上高學歷和言談舉止高雅得體，因此與14K之尹國駒（崩牙駒），以及演藝圈、很多商界精英甚至中國大陸官場中人也成為好友。同時，李酷愛體育，大力資助和發展香港的泰拳運動，成為香港泰拳的主要贊助人之一，他曾為香港泰拳理事會會長，世界泰拳理事會理事長，國際業餘泰拳理事會理事長。[3][12][13][14][15]
- 李泰龍（泰龍）－尖東霸王，社團中的紅棍（四二六），活躍於尖沙咀一帶，「管理」棉登徑一帶多間夜場，喜好「蛋撻頭」髮型、搭配西裝褸及在晚上戴上太陽眼鏡。2002年，李泰龍曾率門生於麼地道一家酒吧火併，並斬傷社團和勝和油麻地話事人「大華」，而李泰龍亦被斬斷手筋，事件卻令其聲名大噪；2003年，與「牙帶強」曾向尖沙咀、油麻地一帶過200家一樓一鳳集體勒索保護費，收入達數十萬元一個月；2006年，香港足球先生歐偉倫持份的寶勒巷酒吧內發生幫派糾紛，其與手下被捕，及後重返尖沙咀警署報到時，半百門生糾黨包圍在外，使黑白兩道震驚。2009年8月，李泰龍在九龍香格里拉酒店外遭遇和勝和紅棍「紋身忠」暗算而死，終年41歲。[3][16][17][18][19][8]
- 黃金強（灣仔雙虎），黃錫明兄長，已故「灣仔之虎」陳耀興心腹，於2014年被捕。[20]
- 黃錫明（灣仔雙虎），黃金強弟弟，已故「灣仔之虎」陳耀興心腹。
- 梁文軒（華富邨邨長），人稱「汽水小王子」曾拉大隊從和合圖過底丫七旗下，因企圖暗算「陳卓鋒」梁文軒讓新義安高層震怒，逃離了香港。2007年9月，於荷蘭遭不明槍手連擊五槍殺害。[21][22][23]

## 其他紅棍
- 蘇世龍（蘇龍），人稱「江湖總教頭」，紅棍（四二六），活躍於油尖旺區之頭目，曾「管理」夜店、高利貸、賣淫、販毒等非法業務，亦有經營玉石生意。蘇龍自幼學習泰拳，並為泰拳教練，被堪稱社團內「最打得之人」，曾為香港泰拳理事會創辦人、國際搏擊會創辦人，現為中港澳自由搏擊總會主席、香港國際武術協會會長，頭目英國B、「灣仔之虎」陳耀興、「尖東之虎」杜聯順、「香港膝王」陳志明等、盧惠光、周星馳曾拜其為師。在向華炎入獄後，召集門下愛徒杜聯順、陳志明等人企圖「篡位」。計劃失敗後被安排以後只能在拳館培育新人，不能參與幫內事物。
- 袁安（尖東白虎）。[24]
- 郭鎮清（鐵牛，炸彈），「開國功臣」出生於九龍城寨，由西環碼頭起家，早期70年代活躍於灣仔，「前灣仔駱克道，前新蒲崗話事人」前期為「潮州幫」成員之一，後期跟隨「揦鮓文」到新義安，曾「管理」灣仔道一帶夜場，亦是歷史上70年代第一位召百人圍繞黃大仙警署之第一人，曾帶領一眾門生前往霸佔尖東一帶頭馬，曾於秀茂坪被7名不明刀手追斬、以一人之力奪刀反斬一名刀手後，反追另外6名不明刀手，因此獲「金牌刀手」之稱[4][3]。
- 吳錫豪（跛豪）：活躍於1960－1970年代，以販毒為主的頭目，在香港、泰國及台灣等地經營國際販毒集團，吳錫豪之事蹟及後被拍成電影─《跛豪》。吳錫豪早年在石硤尾經營字花檔，後來改為販。其集團被統稱為「潮州幫」，販賣生鴉片及嗎啡磚，總量超過30噸，市值3億元以上，為香港毒販「四大家族」之一。更曾與香港警方高層勾結，牽涉多次殺人滅口等嚴重案件。1974年，吳錫豪被警方毒品調查科緝捕歸案，終被判入獄30年[25]。1991年，因患上末期肝癌獲時任港督特赦，在出獄後半個月後死亡。
- 細餅，曾在2012年警方「藍堡壘」反黑行動中被拘捕，細餅的父親綽號「火機」，在茶果嶺撈偏起家。00年，細餅努力發展事業，門生猛將如雲。曾為電影黑勢力、古惑仔：江湖新秩序擔任顧問。[26][27][28][28]
- 陳孝廉（細B，尖東小霸王），紅棍（四二六），活躍於尖沙咀一帶，2019年因涉串謀傷人、串謀縱火被捕。[29]

- 家樂，細B老表 紅棍（四二六），活躍於尖沙咀一帶，2021年被捕。[30]
- 家輝，紅棍（四二六），活躍於尖沙咀一帶，2021年被捕。
- 細軒，紅棍  (四二六)，活躍於尖沙咀一帶
- 殺太，紅棍  (四二六)，佐敦勝和出身，性格好勇鬥狠，因傷人被通緝中

## 其他人物
- 文彪，李泰龍之直屬老大。[8]
- 家輝，李泰龍手下兼助手，曾與林世俠等在九龍城潮僑盂蘭勝會中秘祭李泰龍，律師求情時指其曾向慈善組織捐款150元。[31][8][6][31][8][8]

- 家謙 洛文門生

- 邱寶卿：李泰龍遺孀，曾與林世俠等在九龍城潮僑盂蘭勝會中秘祭李泰龍，因其當日帶同子女參加祭祀儀式，裁判官不排除其以遺孀身份出席，最終與另外九名被告獲判無罪。[32][6]

- 歐清炎：曾與林世俠等在九龍城潮僑盂蘭勝會中秘祭李泰龍。[6]
- 大口，屯門頭目。[31]

- 大飛冼，大埔話事人。[33]

- 麥以馬，綽號「紋身馬」，前新義安成員，四二六紅棍武將，將軍澳話事人，高峰時期手下達二百人。曾因犯罪而被關押於囚禁男性少年犯人的沙咀勞教中心。及後因風化案入獄而從良並信奉基督教。現為香港男藝人及紋身師傅。

- 牛傑，活躍於尖沙咀[34]，與蘇龍關係頗深